# Trichomanes boschianum
Trichomanes boschianum là một loài dương xỉ trong họ Hymenophyllaceae. Loài này được J.W. Sturm ex Bosch mô tả khoa học đầu tiên năm 1861.